# Moixiganga de Barcelona
La Moixiganga de Barcelona és una colla moixiganguera de Barcelona presentada el 2014. Realitzen una dansa tradicional acompanyada de música de gralles i timbals.
La presentació es va fer a la Catedral durant les festes de Santa Eulàlia al febrer de 2014, amb l'apadrinament de les colles moixigangueres de Vilafranca del Penedès i de Valls. La Moixiganga de Barcelona és la primera agrupació de la ciutat encarregada d'escenificar aquesta dansa, que representa algunes escenes de la passió de Crist a través de figures humanes. És una manifestació lligada al ball de valencians i als castells.
L'objectiu de la colla és conservar la tradició del ball i alhora innovar amb l'aportació de noves músiques i la creació de noves figures. Precisament el grup té una melodia pròpia, la «Moixiganga de Barcelona», composta per Jordi Fàbregas. D'una altra banda, entre més singularitats, els balladors porten referències gaudinianes a la vestimenta.
Les figures de la Moixiganga de Barcelona són creades per a actuar principalment en cercaviles i processons a l'aire lliure, i consten de tres blocs: el pas del cartró, el del coixinet i els diversos passos de la passió. El seu local d'assaig és el local dels Castellers de Barcelona al barri de El Clot de Barcelona.